# Walter Cromer
 (février 2023).
Walter Cromer (fl. 1543) est un médecin d'Henri VIII d'Angleterre. D'origines écossaises, Cromer était chargé d'enseigner personnellement à Henri VIII la géographie de l'Écosse, alors que Henri  commençait le Rough Wooing en 1543.